# Nestor Combin
Nestor Combin (Las Rosas, 1940. december 29. –) argentin születésű francia válogatott labdarúgó.

## Pályafutása

### Klubcsapatban
A francia apától és indián anyától született Combin 1959-ben, 19 éves korában került Franciaországba az Olympique Lyon csapatához, ahol öt szezon alatt 131 mérkőzésen 78 alkalommal volt eredményes. 1964-ben a Juventushoz szerződött, de mindössze egy szezon után távozott. A Vásárvárosok kupája 1964–65-ös döntőjébe bejutottak, de 1–0-s vereséget szenvedtek a Ferencváros ellen. A következő idényben a Varese játékosa volt, majd az 1966-os világbajnokságot követően a Torinohoz került. Két szezont töltött el itt, ahol 82 mérkőzésen lépett pályára és 27 gólt szerzett.
1968-ban a Milan szerződtette. Az interkontinentális kupa 1969-es döntőjében az argentin Estudiantes de La Plata csapatával játszott a BEK-győztes Milan. A döntő visszavágóján az Estudiantes játékosai rendkívül durva és agresszív módon léptek pályára. Az argentin labdarúgók ebben az időszakban igencsak gyűlölettel viseltettek az európai csapatokkal és labdarúgókkal szemben az 1966-os világbajnokság emlékei miatt. Argentin származása lévén Combin volt a legnagyobb elszenvedője az atrocitásoknak, miután a hazaiak védője Ramón Aguirre Suárez ököllel megütötte, aminek következtében orr és arccsonttörést szenvedett. Amennyiben ez még nem lett volna elég a sérült játékost a játéktérről elvitték és órákig fogva tartották. Ennek oka az volt, hogy Argentínában katonaszökevénynek és hazaárulónak tartották, merthogy amikor 19 évesen Franciaországba emigrált épp katonakorban volt.

### A válogatottban
1964 és 1968 között 8 alkalommal szerepelt a francia válogatottban és 4 gólt szerzett. Részt vett az 1966-os világbajnokságon.

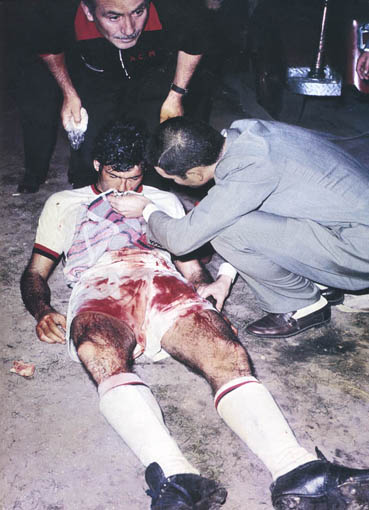
Combin véres mezben az 1969-es interkontinentális kupa döntőjének visszavágóján.

## Sikerei, díjai
Olympique Lyon
- Francia kupa (1): 1963–64

Juventus
- Olasz kupa (1): 1964–65
- Vásárvárosok kupája döntős (1): 1964–65

Torino
- Olasz kupa (1): 1967–68

AC Milan
- Interkontinentális kupagyőztes (1): 1969

Egyéni
- A francia másodosztály gólkirálya (1): 1973–74 (24 gól)